# Santa Eulàlia de Ronçana
Santa Eulàlia de Ronçana és un municipi a l'oest de la comarca del Vallès Oriental, al bell mig de la Vall del Tenes.

## Geografia
- Llista de topònims de Santa Eulàlia de Ronçana: muntanyes, serres, collades, rius, fonts, cases, masies, esglésies, ….

Santa Eulàlia té una extensió de 14,2 km² i és a l'extrem occidental de la comarca del Vallès Oriental, a la conca del riu Tenes, al curs mitjà d'aquest afluent del Besòs. Els turons, les valls i els petits planes són elements que en caracteritzen la geografia.
Santa Eulàlia disposa també d'altres accidents geogràfics relacionats amb indrets del poble: hi trobem fondalades profundes i estretes com les de Can Maset, Can Just o Sant Simplici, hi trobem serres, planes; però sobretot destaquen els torrents dels quals es poden comptar fins a deu torrents, com ara el torrent del rector, el de l'Areny o el de Can Font. Tots ells porten les seves aigües al riu Tenes, que corre longitudinalment per la part oriental del poble.
| Entitat de població | Habitants (2024) |
| el Rieral           | 2.067            |
| Sant Cristòfol      | 1.464            |
| la Sagrera          | 1.450            |
| el Serrat           | 1.118            |
| la Vall             | 794              |
| la Serra            | 637              |
| el Bonaire          | 386              |
| Font: Idescat       |                  |

Santa Eulàlia no ha tingut mai un nucli urbà que permetés la seva localització, la seva silueta no es pot distingir des de lluny i no hi ha una única carretera que hi porti. Des d'antic la població ha viscut dispersa, escampada entre les planes, les serres i els torrents. Les velles masies aíllades recollien i protegien els homes i les dones que hi vivien. Durant centenars d'anys, les persones es van identificar primer respecte a la casa d'on eren fills, i després respecte a la parròquia on hi celebraven els actes més importants de la seva vida. La seva identificació amb estructures més impersonals era força difícil, tot i que existien.
L'any 1958 es va iniciar un procés urbanitzador i transformador que encara avui continua. Si bé és cert que abans dels seixanta ja existien uns petits nuclis urbans, o si més no unes agrupacions de cases, que van permetre l'aparició dels barris tradicionals de Santa Eulàlia entorn del Rieral, la Sagrera, Sant Cristòfol, el Serrat, la Serra, la Vall o el Bonaire, i si bé també és cert que les primeres cases residencials es van aixecar als anys trenta, quan algunes famílies barcelonines es van enamorar d'aquests paratges, la veritable transformació del nostre municipi va esdevenir fa prop de quaranta anys. Durant un període d'eufòria econòmica i sense el més mínim control, Santa Eulàlia va començar a esdevenir allò que avui és. Es va iniciar la construcció de torres i xalets a prop del riu Tenes i poc després van començar a aparèixer les primeres urbanitzacions, com Sant Isidre o Can Sabater.
Els nous habitants del poble havien de fer algun sacrifici, ja que les urbanitzacions no disposaven de la infraestructura necessària (sense asfalt als carrers, sense enllumenat públic o sense serveis de neteja). Tot i això el ritme de transformació va ser trepidant. Algunes xifres ens poden ajudar a comprendre la magnitud dels canvis que s'estaven esdevenint: entre el 1960 i el 1970 es van arribar a vendre més de 2.000 parcel·les, i en poc temps, es van instal·lar més de 20 urbanitzacions al poble que, cal recordar-ho, no arriba a tenir 14 km².

## Història
De la prehistòria als romans
Hi ha documentades restes antigues, del període final del Neolític, però els materials prehistòrics més abundants no es comencen a trobar fins al 1700-1200 aC. -puntes de fletxa prop de can Puig de la Vall; destrals de pedra, les anomenades "pedres de llamp", prop de can Just i de can Barnils, o tallers de sílex prop de can Gafa.
Una mica més tard, els ibers es van assentar a la nostra comarca (700-400 aC.). A Santa Eulàlia s'han trobat restes d'un antic poblat iber al Pla de Masmitjans, prop de la Font d'Abril. Es tractava d'un recinte sense fortificacions i de dimensions considerables De forma disseminada, també han aparegut alguns jaciments ibers a altres punts del municipi (can Vendrell, Sant Simplici, la Bastida o Molí d'en Vendrell). És possible que alguns d'aquests establiments aïllats situats a la plana i dedicats a l'agricultura s'haguessin reconvertit, amb el temps, en vil·les romanes.
De fet, Santa Eulàlia va ser un dels indrets més densament poblats de la vall del Tenes durant l'època romana -a causa de la fertilitat de la terra i la proximitat a l'estació termal d'Aquae Calidue, l'actual Caldes de Montbui-. Les vil·les eren cases rurals romanes, i per alguns autors, van ser els precedents de les nostres masies.
Algunes restes romanes (del segle ii aC) es van trobar a can Vendrell, can Brustenga, can Puig de la Vall i can Just. Una mica posteriors són les de can Gafa i can Rof (segle i aC), can Sabater, can Tries, can Tabac, can Cabot de la Vall i el Turó de can Paiaigua (segles I-III).
Santa Eulàlia i la baronia de Montbui de Socin
El pas del món romà al medieval (segles III a X) ens és força desconegut en el cas de Santa Eulàlia. Tot sembla indicar, però, que malgrat els atacs bàrbars primer i la conquesta sarraïna després, com a la major part de la comarca, es va produir una persistència de la població. Així ho demostra la continuïtat de certs topònims de zones properes (Aquae Calidae-Caldes, Licianus-Lliça).
La primera notícia escrita de Santa Eulàlia és de l'any 932, quan en l'acta de consagració de l'església de Sant Genís de l'Ametlla s'esmenta el terme. A partir d'aquesta data, les notícies sobre aquest indret del Vallès sovintegen. La parròquia va ser, per tant, l'eix vertebrador del territori. La població s'aglutina al seu voltant.
A l'època medieval, però, també van aparèixer altres temples religiosos, a més de l'església parroquial dedicada a Santa Eulàlia de Mèrida. Cal destacar l'ermita de Sant Cristòfol de Pallars, documentada per primera vegada el 1194, la qual va ser parròquia fins que al segle xv va esdevenir sufragània de Santa Eulàlia. La capella actual és el resultat de la reconstrucció feta l'any 1966.
La capella de Sant Simplici la tenim documentada des de 1232 i després de molts anys d'abandonament, entre 1991 i 1997 va ser restaurada. Des de mitjan 2002, va l'interior va ser rehabilitat, va recuperar una campana «la Timba» a l'espadanya i serveix de cau de l'Esplai. Finalment, al poble hi havia una capella dedicada a Sant Joan. Documentada des del segle xii, al segle xviii ja era en mal estat i va desaparèixer progressivament.
La parròquia de Santa Eulàlia de Ronçana és citada en l'acta de constitució de la baronia de Montbui l'any 1059. Segons aquest document, l'alou comtal format per les parròquies de Sant Mateu de Montbui, Sant Feliu de Codines, Sant Pere de Bigues, Sant Genís de l'Ametlla, Sant Julià de Lliçà d'Amunt, Sant Andreu de Samalús i una part de la parròquia de Caldes de Montbui, juntament amb Santa Eulàlia, va ser cedit per part del comte de Barcelona, Ramon Berenguer I el Vell, a favor del noble Mir Geribert. Cal indicar, però, que la composició de la baronia va variar amb el pas del temps, tot i que Santa Eulàlia sempre en va formar part.
Des d'aquell moment i fins a l'any 1835, el destí de Santa Eulàlia de Ronçana va anar lligat al dels altres pobles de la baronia. La possessió d'aquest terme va romandre en mans de diversos senyors feudals que en controlaven la fiscalitat i la justícia, fins que l'any 1490 les parròquies de la baronia van passar a dependre del Consell de Cent de Barcelona, el qual va esdevenir el nou senyor del lloc. Aquesta circumstància va permetre que els pobles de Montbui s'organitzessin de forma municipal, amb un consell, jurats i batlle propis. Precisament, els representants de la baronia es van trobar a Santa Eulàlia, primer sota les alzines de can Burguès, i des del segle xviii en una casa del comú. Per tant, el poble exercia un cert paper de capitalitat de la baronia.
L'any 1835 la baronia de Montbui va desaparèixer per reial decret, i cadascuna de les parròquies que en formaven part van esdevenir municipis independents. De forma efectiva, sembla que Santa Eulàlia va començar a actuar de forma particular a partir de 1842-1843. Al llarg de tot aquest període i fins a mitjan segle xx, Santa Eulàlia ha estat un poble fonamentalment agrícola. Els millors exemples d'aquesta activitat són les diverses masies repartides per tot el terme municipal. Tot i que algunes tenen els seus orígens en l'etapa medieval, els períodes d'expansió econòmica del segle xvi i del segle xviii en va fer aparèixer moltes. Alguns exemples de masies són: can Brustenga, can Burgués, can Maspons de la Vall, can Vendrell, can Puig de la Vall, can Barbany del Molí, Rosàs o can Paiàs.
Fins als nostres dies
Des de l'establiment com a municipi independent, Santa Eulàlia va disposar d'un consistori propi presidit, sovint, per grans propietaris agrícoles del terme. Aquesta situació es va mantenir fins a la instauració de la segona república espanyola l'any 1931. En aquella etapa, com a la resta del Principat, la població de Santa Eulàlia es va dividir entre els de "dretes" i els "d'esquerres", aquests darrers agrupats a l'entorn del Centre República Federal, una entitat local vinculada a ERC. En aquella època també va aparèixer el Centre Catòlic (1933), l'anomenat Casal Parroquial, que s'ha mantingut fins a l'actualitat.
L'esclat de la Guerra Civil espanyola (1936-1939) va produir una autèntica ruptura en l'àmbit polític, econòmic i social. Durant el control del municipi pels sindicats i grups anarquistes (juliol de 1936 - maig de 1937) es van col·lectivitzar algunes terres i es va adoptar el nom de "Ronçana del Vallès". Les tensions entre els anarquistes i els representants d'ERC i la Unió de Rabassaires van ser molt importants. Després de l'etapa de la dictadura franquista, la vida política de Santa Eulàlia no ha patit gaires ensurts.
Cal destacar el fet que un cop recuperades les llibertats democràtiques, l'any 1982 es va constituir la Mancomunitat de la Vall del Tenes, un organisme format pels ajuntaments de Santa Eulàlia, Bigues i Riells del Fai, Lliçà d'Amunt i Lliçà de Vall, per tal de gestionar alguns serveis de forma comuna, recuperant, d'aquesta manera, les antigues vinculacions de la baronia.
El fet que les terres de Santa Eulàlia fossin favorables a l'agricultura va preservar el poble de la industrialització del segle xix. De fet, l'activitat agrària es va mantenir tot i les dificultats decimonòniques (crisi de la fil·loxera i de l'activitat agrícola). Els pagesos i els propietaris de Santa Eulàlia van intentar superar les dificultats i van adaptar els seus cultius a les circumstàncies del període (així, es va estendre la producció de fruits secs, i posteriorment es va introduir la producció lletera, la qual ha arribat fins a l'actualitat).
Progressivament, al llarg del segle xix i XX la població de Santa Eulàlia va anar augmentant. Però, com a la resta de Catalunya, la veritable transformació es va produir a partir dels anys cinquanta del segle passat. La proximitat a la ciutat de Barcelona, el desenvolupament de les xarxes i els mitjans de transport i les condicions climàtiques i geogràfiques del poble han estat un estímul per a la població forana que s'ha instal·lat al municipi, primer en urbanitzacions de segona residència, i després en un creixement urbanístic i demogràfic definitiu.
Aquestes circumstàncies van transformar radicalment la fesomia del municipi. A partir de les dècades de 1960 i 1970, els canvis socials i econòmics han estat notables. En aquella etapa, la construcció es convertí en l'activitat econòmica més característica; van aparèixer altres activitats relacionades amb la indústria i els serveis, la pagesia i el paisatge agrari va iniciar una disminució que s'ha incrementat en els darrers anys i la població ha experimentat un augment notable.

## Cultura
La Biblioteca Casa de Cultura Joan Ruiz i Calonja és un servei públic municipal obert a tothom. És un edifici de nova construcció de 1252m² distribuïts en dues plantes, que s'ubica en un turó del barri de la Sagrera, en el nucli històric. L'accés principal es fa a través de les antigues escoles, i s'arriba a un vestíbul que actua de mirador. Des d'allí s'accedeix a la sala d'actes i la zona de diaris i revistes. A la planta inferior trobem el fons general de la biblioteca, dues aules de suport per adults, una aula de formació multimèdia i la zona infantil. Tota la planta inferior té comunicació visual amb l'espai verd del jardí que s'ha tancat i ha esdevingut espai d'ús exclusiu de la biblioteca.

## Demografia
| 1497 f | 1515 f | 1553 f | 1717 | 1787 | 1857 | 1877 | 1887 | 1900 | 1910 |
| ------ | ------ | ------ | ---- | ---- | ---- | ---- | ---- | ---- | ---- |
| 28     | 35     | 56     | 339  | 490  | 895  | 852  | 816  | 810  | 858  |

| 1920 | 1930 | 1940  | 1950  | 1960  | 1970  | 1981  | 1990  | 1992  | 1994  |
| ---- | ---- | ----- | ----- | ----- | ----- | ----- | ----- | ----- | ----- |
| 979  | 998  | 1.108 | 1.124 | 1.191 | 1.743 | 2.346 | 2.908 | 3.106 | 3.106 |

| 1996  | 1998  | 2000  | 2002  | 2004  | 2006  | 2008  | 2010  | 2012  | 2014  |
| ----- | ----- | ----- | ----- | ----- | ----- | ----- | ----- | ----- | ----- |
| 4.049 | 4.178 | 4.536 | 4.988 | 5.468 | 6.111 | 6.669 | 6.829 | 7.009 | 7.114 |

| 2016  | 2018  | 2020  | 2022  | 2024  | 2026 | 2028 | 2030 | 2032 | 2034 |
| ----- | ----- | ----- | ----- | ----- | ---- | ---- | ---- | ---- | ---- |
| 7.049 | 7.192 | 7.426 | 7.740 | 7.911 | -    | -    | -    | -    | -    |

## Agermanaments
- Blangoua (Camerun, Àfrica)

- Montville (Seine-Maritime, Normandia, França)